# Транснаціональна корпорація
Транснаціональна корпорація, або ТНК — це корпорація, яка здійснює міжнародне виробництво промислових продуктів на основі прямих іноземних інвестицій та має прямий контроль над своїми закордонними філіями. Філії ТНК організують виробництво продукції або надання  послуг в відповідно до глобальної стратегії материнської компанії

## Визначення ООН
За визначенням Конференції ООН з торгівлі та розвитку (ЮНКТАД), транснаціональні корпорації (ТНК) — це «підприємства, що складаються з материнського підприємства та його закордонних філіалів», при цьому ТНК можуть як набувати статусу корпорації, так і не мати цього статусу.
ТНК створює систему міжнародного виробництва країнами, але контрольовану з одного центру — материнської компанії.

## Критерії визначення ТНК
За існуючою методологією ЮНКТАД, до ТНК належать ті міжнародні фірми, показники діяльності яких задовольняють наступними двома критеріями:
- наявність материнської компанії і підрозділів за кордоном не менше ніж у 2 країнах світу. Закордонні підрозділи можуть засновуватися компанією на основі прямих іноземних інвестицій через створення виробничих потужностей або через злиття та поглинання інших підприємств;
- контроль активів закордонних підрозділів — передбачає, що частка акціонерного капіталу в дочірньому підприємстві, що належить материнській компанії в іншій країні, становить 10 % або більше. У деяких країнах цей поріг може бути вищим, наприклад, у Великій Британії частка іноземного капіталу має становити 20 % і більше.

### Макроструктура ТНК
Макроструктура ТНК визначає характер відносин між її структурними елементами: головною компанією та підпорядкованими їй підприємствами. Як правило, у центрі ТНК знаходиться материнська компанія, яка здійснює централізоване планування, управління та контроль за діяльністю інших підрозділів ТНК.
Згідно з методологією ЮНКТАД, закордонні підрозділи транснаціональних корпорацій можуть бути 3 видів:
- Дочірнє підприємство — це акціонерне підприємство у приймаючій країні, більше половини акцій якого «перебуває у власності іншого підприємства, яке має право призначати або усувати більшість членів адміністративних, управлінських або наглядових органів». Таким чином, дочірнє підприємство повністю контролюється материнською компанією ТНК.
- Асоційована компанія — це акціонерне підприємство у приймаючій країні, у якому «від 10 до 50 % акцій належить іноземному інвестору». При цьому материнська компанія отримує лише частковий контроль за діяльністю асоційованої фірми у межах частки капіталу, що їй належить.
- Філія — неакціонерне підприємство, що «повністю або частково перебуває у власності інвестора, при цьому може набувати таких форм: 1) постійне представництво іноземного інвестора у певній країні; 2) неакціонерне спільне підприємство, сформоване іноземним інвестором і третіми сторонами; 3) земельні ділянки та/або нерухоме майно, що прямо належить іноземному резиденту»

### Механізм діяльності ТНК
ТНК здійснюють свою діяльність, ґрунтуючись на кількох важливих принципах:
- Здійснення прямих іноземних інвестицій з метою створення виробничих потужностей за кордоном.
- Використання різних форм міжнародного поділу праці (предметна, подетальна, технологічна спеціалізація), яка дозволяє розміщувати різні ланки виробничого процесу у різних країнах світу.
- Розробка, передача та використання передової технології у рамках замкнутої корпоративної структури, що дозволяє максимально ефективно використовувати витрати на дослідження і розробки.
- Внутрішньокорпоративна торгівля, яка здійснюється між окремими підрозділами ТНК із застосуванням трансфертних цін. Трансфертні ціни встановлюються ТНК на рівні, що істотно відрізняється від ринкових цін, тобто є значно більшим або меншим за ціни на ті самі товари на світовому ринку.
- Глобальний підхід до управління — оптимізація діяльності корпорації у цілому, а не окремих її складових. Цей принцип означає необхідність субсидувати розвиток окремих підрозділів з метою досягнення максимального прибутку у довгостроковому періоді.

Кожна з 500 найбільших ТНК США має в середньому підприємства 11 галузей, а найбільш могутні охоплюють по 30-50 галузей. У групі з 100 провідних промислових фірм Великої Британії багатогалузевими є 96, у Німеччині — 78, у Франції — 84, в Італії, — 90. Кількість і характер вхідних у ТНК підприємств визначається головним чином економічною доцільністю.

## Класифікація
ТНК часто діляться на три великі групи:
- Горизонтально інтегровані ТНК — керують підрозділами, розташованими в різних країнах, що виробляють однакові або подібні товари.
- Вертикально інтегровані ТНК — керують підрозділами в певній країні, які виробляють товари, що поставляються в їх підрозділи в інших країнах.
- Роздільні ТНК — керують підрозділами, розташованими в різних країнах, які вертикально або горизонтально не об'єднані.

## Вплив та значення ТНК
В цілому ТНК забезпечують близько 50 % світового промислового виробництва. На ТНК припадає понад 70% світової торгівлі, причому 40% цієї торгівлі відбувається усередині ТНК, тобто вони відбуваються не за ринковими цінами, а за так званими трансфертними цінами, які формуються не під тиском ринку, а під довгостроковою політикою материнської корпорації. Дуже великі ТНК мають бюджет, що перевищує бюджет деяких країн. З 100 найбільших економік у світі, 52 — транснаціональні корпорації, інші — держави. ТНК справляють великий вплив в регіонах, оскільки мають значні кошти, вплив на громадськість, політичне лобі.
Транснаціональні корпорації відіграють важливу роль в глобалізації.
ТНК мають дуже вагому роль в світових науково-дослідних і дослідно-конструкторських розробках (НДДКР). На частку ТНК припадає понад 80% зареєстрованих патентів , при цьому на частку ТНК припадає і близько 80% фінансування НДДКР. ТНК — це не тільки виробничі підприємства, такі, як, наприклад, «Siemens», але і транснаціональні банки, телекомунікаційні компанії, страхові компанії, аудиторські компанії, інвестиційні і пенсійні фонди.

## Приклади
- Siemens
- IBM
- Nokia
- Toyota
- Nissan
- Hyundai
- Ford
- Opel